# Паж новчића
Паж новчића је карта која се користи у картама латинске боје које укључују тарот шпилове. То је део онога што читаоци тарот карата називају Мала Аркана.
Тарот карте се користе широм Европе за играње тарот карташких игара.
У земљама енглеског говорног подручја, где су игре углавном непознате, тарот карте су се почеле користити првенствено у сврхе прорицања.

## Прорицање
Често се користи за представљање младе особе. Може значити промену вашег посла и/или преузимање веће одговорности. Али првенствено, ово је картица за студенте.